# Christine Wagner
Christine Wagner, coniugata Raabe (25 agosto 1949), è un'ex cestista tedesca.

## Carriera
Con la Germania Est ha disputato i Campionati europei del 1972, segnando 10 punti in 3 partite.